# Vic-sous-Thil
Vic-sous-Thil ist eine französische Gemeinde mit 186 Einwohnern (Stand: 1. Januar 2022) im Département Côte-d’Or in der Region Bourgogne-Franche-Comté. Die Gemeinde gehört zum Arrondissement Montbard und zum Kanton Semur-en-Auxois. 

## Geographie
Vic-sous-Thil liegt am Nordostrand des Morvan am Fluss Serein, unterhalb des 481 m hohen Berges Butte de Thil. Umgeben wird Vic-sous-Thil von den Nachbargemeinden Précy-sous-Thil im Norden, Nan-sous-Thil im Osten, Fontangy im Südosten, La Motte-Ternant im Süden, Montlay-en-Auxois im Südwesten, Juillenay im Westen sowie Aisy-sous-Thil im Nordwesten.

## Bevölkerungsentwicklung
| Jahr                       | 1962 | 1968 | 1975 | 1982 | 1990 | 1999 | 2006 | 2019 |
| Einwohner                  | 250  | 233  | 203  | 208  | 209  | 203  | 205  | 185  |
| Quellen: Cassini und INSEE |      |      |      |      |      |      |      |      |

## Sehenswürdigkeiten
- Stiftskirche Thil (Collégiale de la Sainte-Trinité de Thil), erbaut 1343 bis 1350, Monument historique seit 1905
- Burg Thil (Château de Thil) aus dem 14. Jahrhundert, Ersatzbau für die Vorgängerburg aus dem 10./11. Jahrhundert, Monument historique seit 1905
- Die "Manège", oktogonale Reithalle in Brouillard aus dem 19. Jahrhundert, Monument historique

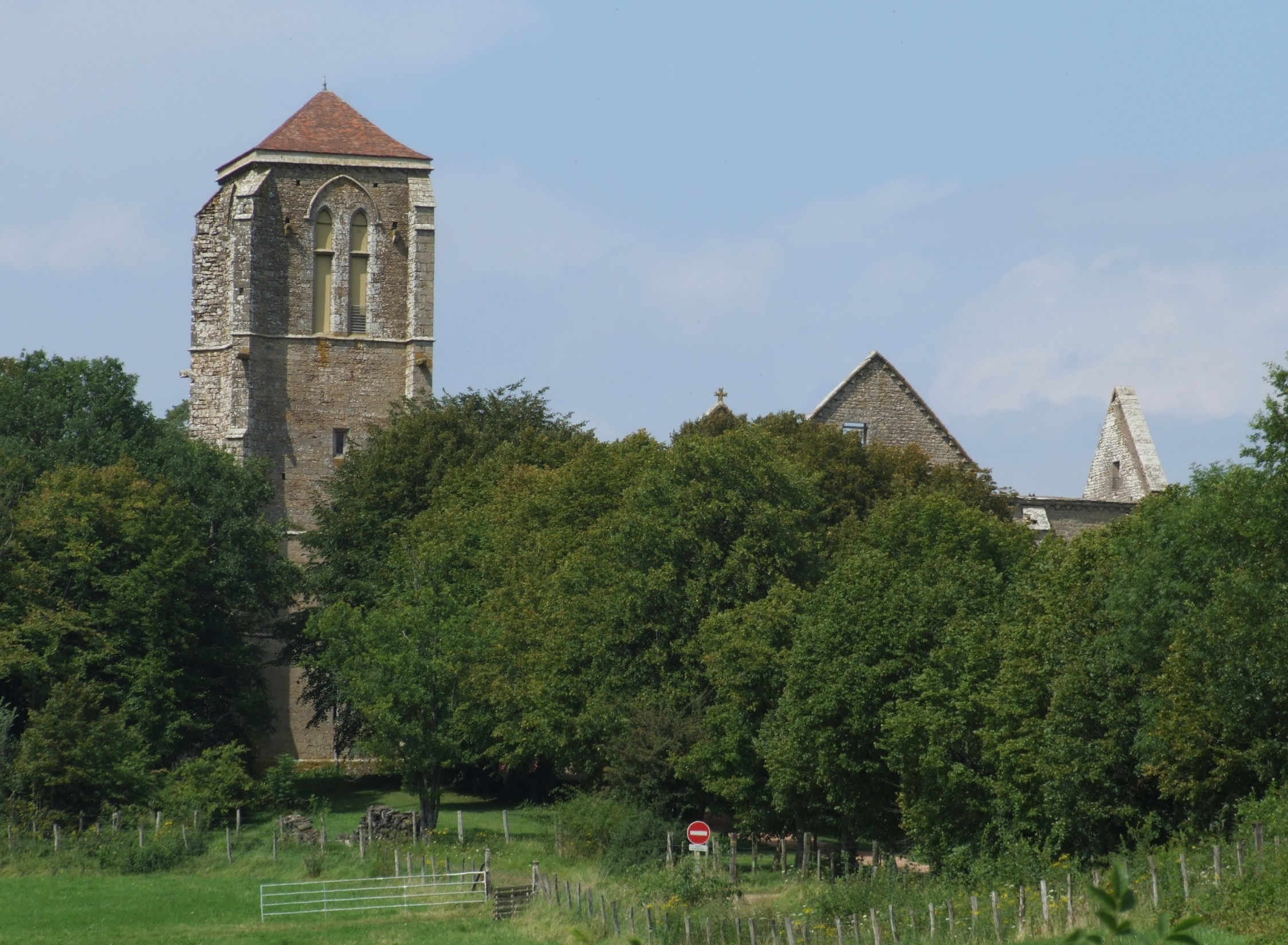
Stiftskirche
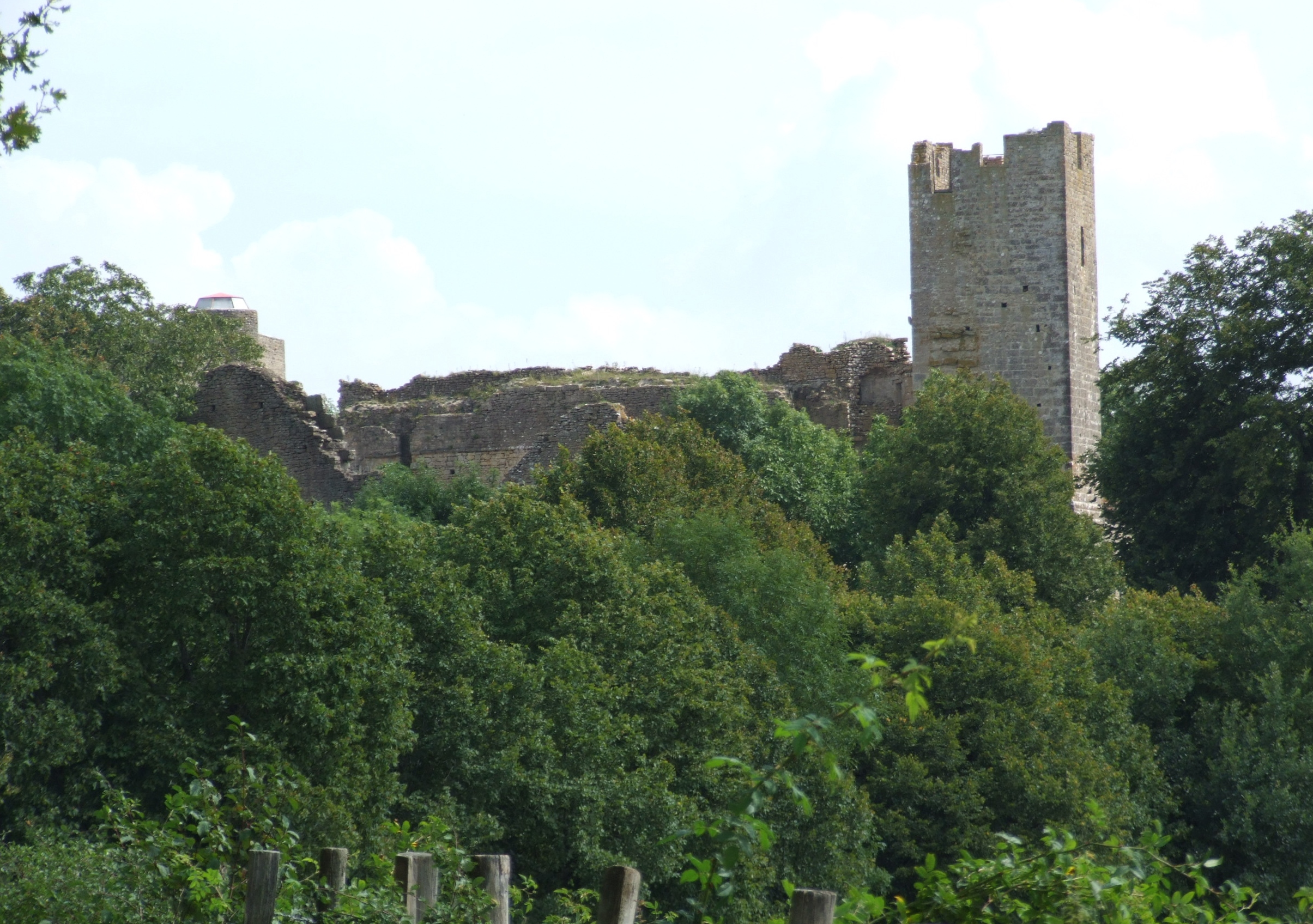
Burg
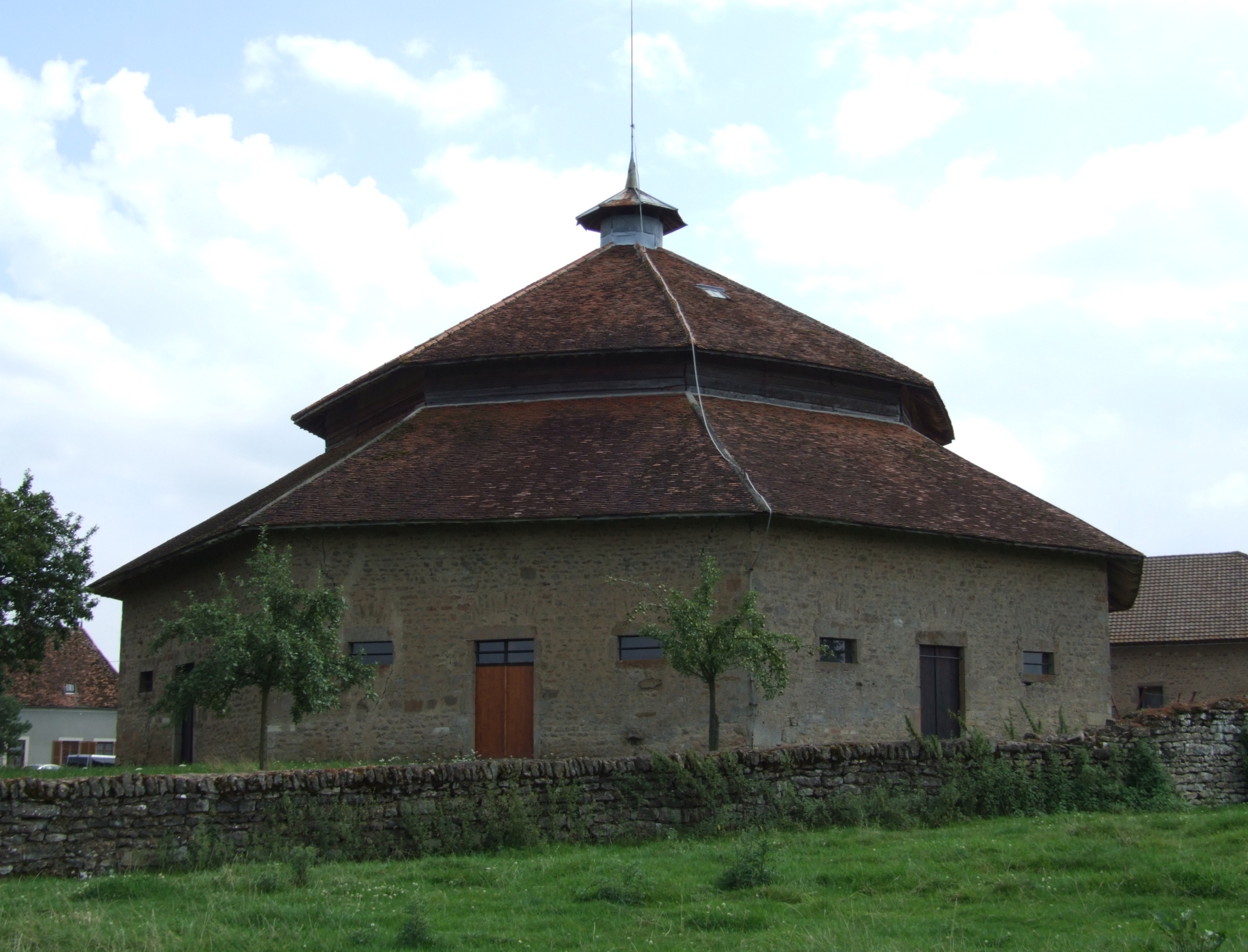
Achteckige Reithalle in Brouillard